# ألبرت بوجولس
ألبرت بوجولس (مواليد 16 يناير 1980 ) هو لاعب كرة القاعدة دومنيكي يلعب في نادي لوس أنجلوس دودجرز.